# Lindelwa Gwala
Pas d'image ? Cliquez ici

b Matchs officiels uniquement.
Lindelwa Gwala, née le 24 août 1997, est une joueuse internationale sud-africaine de rugby à XV évoluant au poste de talonneur.

## Biographie
Lindelwa Gwala naît le 24 août 1997. En 2022, elle joue pour le club de Sharks de Durban. Elle compte 18 sélections en équipe nationale quand elle est retenue en septembre 2022 pour disputer sous les couleurs de son pays la Coupe du monde en Nouvelle-Zélande.